# Medicament essencial
Els medicaments essencials, segons el definit per l'Organització Mundial de la Salut (OMS), són "aquells medicaments que satisfacin les necessitats de salut de la majoria de la població, de manera que han d'estar disponibles en tot moment en les quantitats adequades i en les formes farmacèutiques apropiades, a un preu que la comunitat es pugui permetre".
L'OMS publicat una llista model de medicaments essencials des de 1977. S'encoratja que cada país preparari les seves pròpies llistes que tinguin en compte les prioritats locals. En l'actualitat més de 150 països han publicat una llista oficial de medicaments essencials (A 2014, Espanya no disposava d'una llista oficial).
La compilació d'una llista de medicaments essencials permet a les autoritats sanitàries —especialment en els països en desenvolupament— optimitzar els recursos farmacèutics. Constitueix la base de la política nacional de fàrmacs en molts països, tant desenvolupats com en vies de desenvolupament, i els governs es basen en les recomanacions de l'OMS a l'hora de prendre decisions sobre la despesa en salut.
L'accés a medicaments essencials forma part dels Objectius de desenvolupament sostenible, concretament de l'objectiu 3.8.

## Definició i composició
La definició original de l'OMS del 1977 deia que eren medicaments «de màxima importància, bàsics, indispensables per a les necessitats sanitàries de la població». El concepte es va esmentar en un dels deu punts de la Declaració d'Alma-Ata de 1978 sobre atenció primària de salut. El 2002 la definició es va canviar a: «Els medicaments essencials són aquells que satisfan les necessitats sanitàries prioritàries de la població».
La llista de l'OMS conté una llista bàsica i una complementària. La llista bàsica presenta una llista dels medicaments mínims necessaris per a un sistema d'atenció de salut bàsica, i inclou els medicaments més eficaços, segurs i rendibles per a les malalties prioritàries. Les malalties se seleccionen en base de la futura rellevància per a la salut pública actual i estimada, i el potencial per a un tractament segur i rendible. La llista complementària presenta els medicaments essencials per a malalties prioritàries, per a les quals calen instal·lacions especialitzades de diagnòstic o de seguiment. En el cas dels medicaments dubtosos, també es poden estar assenyalats com a complementaris en funció del cost més elevat o a una menys atractiva relació cost-efectivitat en una varietat d'entorns.

## Història

### Creació
L'OMS va elaborar la Llista Model de Medicines Essencials el 1977, partint de la idea de què hi ha medicaments més necessitats que d'altres i que, tot sovint, aquests són inaccessible a una destacada part de la població. El concepte Medicina Essencial té com a objectiu que els medicaments més rellevants per a la sanitat pública, principalment aquells que són emprats més sovint, han de ser accesibles equitativament arreu, i de manera gratuïta, o a preus ben assequibles.
La Llista model de l'OMS s'ha actualitzat cada dos anys des de 1977. La 23a versió es va publicar el juliol de 2023. Durant aquest període, el nombre de medicaments s'ha més que duplicat, dels 208 originals el 1977, a més de 500 el 2023.

### Llista infantil
La primera edició de la Llista model de medicaments essencials per a infants de l'OMS (LMEi) es va publicar el 2007, mentre que la 9a edició es va publicar el 2023. La primera edició contenia 200 medicaments diferents, i la llista del 2023 en conté 361. Es va crear per assegurar-se que les necessitats dels infants es tinguessin en compte sistemàticament, com ara la disponibilitat de formulacions adequades per a nens de fins a 12 anys, per millorar la supervivència infantil i proporcionar opcions de tractament per a les causes de mortalitat i morbiditat.
L'OMS va llançar la campanya "Fem medicaments de mida infantil" el 2007, amb l'objectiu de crear pautes i formulacions adequades per a nens en funció de la seva edat i pes. Un estudi del 2021 que avaluava l'adequació a l'edat de les formulacions per via oral que figuren a l'LMEi va destacar la dependència de factors com l'adaptabilitat de la dosi, la flexibilitat de la formulació i la capacitat de deglució de l'infant. L'anàlisi de l'LMEi entre el 2011 i el 2019 va revelar que la majoria dels medicaments per via oral no eren adequats per a nens menors de sis anys, i era necessari la manipulació del medicament abans de la seva administració. Aquesta pràctica genera dubtes sobre la seguretat i eficàcia. En conseqüència, l'estudi emfatitza la necessitat urgent d'informació i directrius més completes per seleccionar i desenvolupar medicaments essencials per via oral adequats a l'edat per a poblacions pediàtriques.
Si bé la pràctica de mantenir llistes separades per a la població general i per als menors de 12 anys és beneficiosa per adaptar les intervencions sanitàries, deixa els adolescents fora d'ambdues categories. Aquest límit basat en l'edat pot conduir a un descuit de les necessitats sanitàries úniques d'aquest grup demogràfic.

### Antecedents
El Brasil havia publicat la seva primera llista de medicaments essencials, anomenada Relação Nacional de Medicamentos Essenciais (Rename), 13 anys abans de la publicació de la primera llista de l'OMS. Rename incloïa medicaments centrats en la seguretat, l'eficàcia i la disponibilitat dels medicaments, així com la prioritat sanitària del Brasil per a la seva població. L'OMS va animar al país sud-americà a separar els medicaments en funció de les classes terapèutiques, de manera que totes dues llistes mantinguessin un mateix format, tot i que hi havia medicaments diferents.
Quan el 2009, l'OMS va crear la llista infantil (LMEi), el Brasil va considerar fer també la seva pròpia llista pediàtrica Rename. Diferents reptes, com preus elevats, escassetat i mala distribució, han afectat la manera com els ciutadans poden obtenir els seus medicaments, tot i que l'atenció mèdica és un dret constitucional al país.

## Implementació
Si bé les llistes de medicaments essencials de l'OMS són una eina molt valuosa i integral per a la política farmacéutica del país, encara no s'ha fet prou esforç per implementar-les. Hi ha diversos factors que afecten l'adaptació i la implementació de les llistes de medicaments essencials de l'OMS, tal com va constatar una síntesi d'evidència qualitativa del 2022. Aquest estudi va identificar àrees que necessiten suport per implementar la LME a nivell nacional. La manca d'esforços per implementar les llistes de medicaments essencials de l'OMS soscava els possibles beneficis per a la salut, agreuja les desigualtats en l'accés i augmenta els costos sanitaris i les infraestructures.
A més, les LME haurien de tenir pràctiques clíniques recomanades, com ara enumerar els elements necessaris, per tal de facilitar la implementació de la llista. Per exemple, en el cas dels medicaments injectables, caldria indicar que, a més del medicament, el pacient també necessita d'una xeringa o simiilar i una caixa de seguretat. Finalment, cal una legislació clara i un seguiment per garantir el compliment de la normativa.

## Teoria i pràctica
L'ús de llistes de medicaments essencials ha donat lloc a una millor qualitat de l'atenció i a una millora de la gestió dels recursos sanitaris, d'una manera més racional i rendible. Les llistes serveixen com a referència perquè les entitats asseguradores mèdiques incloguin o excloguin els medicaments, o per difondre globalment els estudis clínics que avaluen les dosis administrades.
L'any 2015 es va establir l'objectiu de la assistència sanitària universal i diversos països han pres mesures per garantir el tractament, la pal·liació, la rehabilitació i les mesures preventives de salut per a tothom. L'accessibilitat a medicaments essencials adequats i aplicables és el primer pas per assolir-lo.

### Selecció
Els medicaments essencials es trien en funció de la freqüència de la malaltia tractada, l'evidència de beneficis, el grau d'efectes secundaris i el cost en comparació amb altres opcions. Per tal d'explorar la legislació sobre drets humans i les polítiques de medicaments essencials de l'OMS en la legislació nacional sobre medicaments, cal entendre l'assequibilitat i les necessitats financeres per a millorar l'accés universal als medicaments essencials. La intenció de les llistes de medicaments essencials és proporcionar un ús adequat del tractament i no incloure medicaments que s'han retirat del mercat en altres països a causa d'una relació benefici-perjudici desfavorable.

### Relació cost-efectivitat
Com que diversos medicaments tenen costos, usos individuals i avantatges diferents, això impulsa la teoria de la rendibilitat. La relació cost-efectivitat és objecte de debat entre els productors (companyies farmacèutiques) i els compradors de medicaments (serveis nacionals de salut). Es calcula que l'accés a medicaments essencials podria salvar la vida de 10 milions de persones a l'any.
L'accés a medicaments essencials és una pedra angular dels sistemes sanitaris eficaços i un component fonamental de les iniciatives de salut global destinades a millorar la qualitat de vida, reduir les disparitats en salut i fomentar el desenvolupament sostenible. L'accés adequat als medicaments essencials pot reduir la quantitat de tractaments i hospitalitzacions realment costoses mitjançant una gestió precoç i eficaç.

## Pros i contres
La codeïna forma part de la LME tot i que comporta un risc potencial de generar dependència als medicaments, el què va plantejar algunes qüestions ètiques. Atesa la manca de literatura que destaqués la seva seguretat, es va desaconsellar fermament incloure-la com a medicament essencial. El debat va intensificar-se quan, el 2011, es va eliminar de LMEi, cosa que va provocar més dubtes sobre el seu ús en adults.
Un altre debat tracta sobre la idoneïtat de la dosificació empírica de diferents antibiòtics en les LME de múltiples països. Utilitzant les 31 infeccions bacterianes prioritàries com a punt de comparació, els resultats van mostrar que l'ampliació de la llista i la dosi d'antibiòtics no només augmentaria l'observació i compliment de les pautes de tractament de les infeccions, sinó que també abordaria la complicació de la resistència als antibiòtics en la majoria d'infeccions bacterianes.
L'ús de directrius terapèutiques com a referència per a la creació de la Llista de Medicaments Essencials de l'OMS s'ha utilitzat per a proporcionar coherència i alineació del tractament a nivell regional. En un estudi d'anàlisi quantitativa de medicaments cardiovasculars del 2022, les dades suggereixen com l'adopció d'un formulari comú de teràpia combinada i tipus específics de fàrmacs millorava el compliment dels pacients i els resultats cardiovasculars. L'estudi va comparar les llistes de medicaments essencials dels 16 membres de la Comunitat pel Desenvolupament de l’Àfrica del Sud del 2021 per a medicaments cardiovasculars. Gràcies a aquesta homogeneïtzació, Sud-àfrica va poder proporcionar una major accessibilitat i disponibilitat de medicaments per a malalties cardiovasculars de manera consistent a tot el país.